# 菸盲蝽
菸盲蝽（学名：Nesidiocoris plebejus）为盲蝽科菸盲蝽屬下的一个种。